# Przemysław Wiśniewski
Przemysław Wiśniewski (Zabrze, 27 luglio 1998) è un calciatore polacco, difensore dello Spezia.

## Biografia
Anche il padre Jacek era un calciatore.

## Caratteristiche tecniche
È un difensore centrale molto prestante fisicamente, che ha mostrato buone doti atletiche e difensive, oltre che nell'impostazione del gioco attraverso i lanci lunghi.

## Carriera

### Club
Cresciuto nel settore giovanile del Górnik Zabrze, squadra della sua città natale, Wiśniewski debutta in prima squadra (e fra i professionisti) il 19 luglio 2018, disputando l'incontro dei preliminari di Europa League pareggiato 1-1 contro lo Zarea Bălți.
Il 2 luglio 2022, Wiśniewski viene acquistato a titolo definitivo dal Venezia, appena retrocesso in Serie B, con cui firma un contratto triennale, con un'opzione per un'ulteriore stagione. Fa quindi il suo debutto con i lagunari il 7 agosto seguente, giocando l'intera partita di Coppa Italia contro l'Ascoli, persa per 2-3 dopo i tempi supplementari. Una settimana dopo, il 14 agosto, il difensore esordisce anche nella serie cadetta, disputando l'incontro perso per 1-2 contro il Genoa.
Anche in seguito all'alto livello delle sue prestazioni nella prima parte della stagione, il 26 gennaio 2023 Wiśniewski viene acquistato a titolo definitivo dallo Spezia, in Serie A, con cui firma un contratto valido fino al 30 giugno 2027. Il 5 febbraio seguente, esordisce in massima serie nella partita casalinga col Napoli (persa per 0-3), in cui subentra all'86' a Salvatore Esposito; segna il suo primo gol il 13 maggio successivo, nella vittoria interna per 2-0 contro il Milan.
Nella stagione successiva, durante un allenamento nella fase di pre-campionato, il difensore subisce una lesione del legamento crociato anteriore, con interessamento del menisco mediale e del legamento collaterale del ginocchio sinistro: di conseguenza, è costretto ad un'operazione e a diversi mesi di stop.
L'8 dicembre 2024 realizza una rete con gli spezzini nel successo interno sul Cittadella per 5-0. 

### Nazionale
Nel maggio del 2023, Wiśniewski riceve la sua prima convocazione ufficiale con la nazionale maggiore polacca dal CT Fernando Santos, in occasione dell'amichevole contro la Germania e l'incontro di qualificazione agli Europei del 2024 con la Moldavia.

## Statistiche

### Presenze e reti nei club
Statistiche aggiornate al 29 ottobre 2024.
| Stagione             | Squadra              | Campionato           | Campionato | Campionato | Coppe nazionali | Coppe nazionali | Coppe nazionali | Coppe continentali | Coppe continentali | Coppe continentali | Altre coppe | Altre coppe | Altre coppe | Totale | Totale | Totale |
| Stagione             | Squadra              | Comp                 | Pres       | Reti       | Comp            | Pres            | Reti            | Comp               | Pres               | Reti               | Comp        | Pres        | Reti        | Pres   | Reti   |        |
| -------------------- | -------------------- | -------------------- | ---------- | ---------- | --------------- | --------------- | --------------- | ------------------ | ------------------ | ------------------ | ----------- | ----------- | ----------- | ------ | ------ | ------ |
| 2018-2019            | Górnik Zabrze        | EK                   | 25         | 0          | CP              | 2               | 0               | UEL                | 4                  | 0                  | -           | -           | -           | 31     | 0      |        |
| 2019-2020            | Górnik Zabrze        | EK                   | 35         | 1          | CP              | 2               | 1               | -                  | -                  | -                  | -           | -           | -           | 37     | 2      |        |
| 2020-2021            | Górnik Zabrze        | EK                   | 29         | 1          | CP              | 3               | 1               | -                  | -                  | -                  | -           | -           | -           | 32     | 2      |        |
| 2021-2022            | Górnik Zabrze        | EK                   | 33         | 0          | CP              | 3               | 0               | -                  | -                  | -                  | -           | -           | -           | 36     | 0      |        |
| Totale Gornik Zabrze | Totale Gornik Zabrze | Totale Gornik Zabrze | 122        | 2          |                 | 10              | 2               |                    | 4                  | 0                  |             | -           | -           | 136    | 4      |        |
| 2022-2023            | Venezia              | B                    | 19         | 0          | CI              | 1               | 0               | -                  | -                  | -                  | -           | -           | -           | 20     | 0      |        |
| gen.-giu. 2023       | Spezia               | A                    | 14+1       | 1          | CI              | 0               | 0               | -                  | -                  | -                  | -           | -           | -           | 15     | 1      |        |
| 2023-2024            | Spezia               | B                    | 1          | 0          | CI              | -               | -               | -                  | -                  | -                  | -           | -           | -           | 1      | 0      |        |
| 2024-2025            | Spezia               | B                    | 8          | 0          | CI              | 1               | 0               | -                  | -                  | -                  | -           | -           | -           | 9      | 0      |        |
| Totale Spezia        | Totale Spezia        | Totale Spezia        | 23+1       | 1          |                 | 1               | 0               |                    | -                  | -                  |             | -           | -           | 25     | 1      |        |
| Totale carriera      | Totale carriera      | Totale carriera      | 164+1      | 3          |                 | 12              | 2               |                    | 4                  | 0                  |             | -           | -           | 181    | 5      |        |